# René Thom
René Frédéric Thom (Montbéliard, 2 de setembro de 1923 — Bures-sur-Yvette, 25 de outubro de 2002) foi um matemático francês. É pai da historiadora Françoise Thom.

## Biografia
René Thom nasceu em Montbéliard, Doubs. Foi educado no Lycée Saint-Louis e na École Normale Supérieure, ambas em Paris. Ele recebeu seu PhD em 1951 pela Universidade de Paris. Sua tese, intitulada Espaces fibrés en sphères et carrés de Steenrod (Feixes de esferas e quadrados de Steenrod), foi escrita sob a direção de Henri Cartan. Os fundamentos da teoria do cobordismo, pelo qual recebeu a Medalha Fields no Congresso Internacional de Matemática de Edimburgo em 1958, já estavam presentes em sua tese.
Depois de uma bolsa nos Estados Unidos, passou a lecionar nas Universidades de Grenoble (1953-1954) e Estrasburgo (1954-1963), onde foi nomeado professor em 1957. Em 1964, mudou-se para o Institut des Hautes Études Scientifiques, em Bures-sur-Yvette. Ele foi premiado com a Medalha Brouwer em 1970, o Grand Prix Scientifique de la Ville de Paris em 1974 e tornou-se membro da Académie des Sciences de Paris em 1976.

## Pesquisa
Embora René Thom seja mais conhecido do público por seu desenvolvimento da teoria da catástrofe entre 1968 e 1972, realizações acadêmicas dizem respeito principalmente ao seu trabalho matemático em topologia.
No início da década de 1950, dizia respeito ao que hoje é chamado de espaços de Thom, classes características, teoria do cobordismo e o teorema da transversalidade de Thom. Outro exemplo dessa linha de trabalho é a conjectura de Thom, cujas versões foram investigadas usando a teoria de calibre. A partir de meados da década de 1950, ele se mudou para a teoria da singularidade, da qual a teoria da catástrofe é apenas um aspecto, e em uma série de artigos profundos (e na época obscuros) entre 1960 e 1969 desenvolveu a teoria dos conjuntos estratificados e mapas estratificados, provando um teorema básico da isotopia estratificada descrevendo a estrutura cônica local dos conjuntos estratificados de Whitney, agora conhecido como teorema da isotopia de Thom-Mather. Grande parte de seu trabalho sobre conjuntos estratificados foi desenvolvido de modo a entender a noção de mapas topologicamente estáveis e, eventualmente, provar o resultado de que o conjunto de mapeamentos topologicamente estáveis entre duas variedades suaves é um conjunto denso.
As palestras de Thom sobre a estabilidade de mapeamentos diferenciáveis, dadas na Universidade de Bonn em 1960, foram escritas por Harold Levine e publicadas nos anais de um simpósio de um ano sobre singularidades na Universidade de Liverpool durante 1969-70, editado por C. T. C. Wall. A prova da densidade de mapeamentos topologicamente estáveis foi concluída por John Mather em 1970, com base nas ideias desenvolvidas por Thom nos dez anos anteriores. Um relato coerente e detalhado foi publicado em 1976 por Christopher Gibson, Klaus Wirthmüller, Andrew du Plessis e Eduard Looijenga.
Durante os últimos vinte anos de sua vida, o trabalho publicado de Thom foi principalmente em filosofia e epistemologia, e ele empreendeu uma reavaliação dos escritos de Aristóteles sobre ciência. Em 1992, ele foi um dos dezoito acadêmicos que enviaram uma carta à Universidade de Cambridge protestando contra os planos de conceder a Jacques Derrida um doutorado honorário.
Além das contribuições de Thom para a topologia algébrica, ele estudou mapeamentos diferenciáveis, através do estudo de propriedades genéricas. Em seus últimos anos, ele voltou sua atenção para um esforço para aplicar suas ideias sobre topografia estrutural às questões de pensamento, linguagem e significado na forma de uma "semiofísica".

## Publicações selecionadas

### Topologia diferencial
- "Espaces fibrés en sphères et carrés de Steenrod" (PDF; 7,6 MB), Annales Scientifiques de l’École Normale Supérieure (3) 69, (1952), 109–182
- "Quelques proprietes globales des varietes differentiables", Comm.Math.Helvetici 28 (1954), p. 17–86
- "Un lemme sur les applications différentiables", Bol. Soc. Mat. Mexicana (2) 1 (1956), p. 59–71
- (com Albrecht Dold) "Quasifaserungen und unendliche symmetrische Produkte", Ann. of Math. (2) 67 (1958), p. 239–281
- "Des variétés triangulées aux variétés différentiables" (PDF; 1,0 MB), Proc. Internat. Congress Math. 1958, p. 248–255, Cambridge Univ. Press, New York

### Teoria da catástrofe
- Stabilité structurelle et morphogénèse - essai d’une théorie générale des modèles. Benjamin, Reading/Massachusetts 1972, 2. Edição InterÉditions, Paris 1977, engl. Structural Stability and Morphogenesis - an outline of a general theory of models. Addison-Wesley, 2. Edição 1989, ISBN 0-201-09419-3
- Esquisse d'une semiophysique. Paris: InterEditions, 1988, ISBN 978-2-7296-0131-7
- Apologie du logos. Paris: Hachette, 1990, ISBN 978-2-01-014836-1
- Prédire n'est pas expliquer. (Conversas com Emile Noël), Paris 1999 (TB), ISBN 978-2-08-081288-9

### Autobiografia
- em Michael Atiyah e Daniel Iagolnitzer (Ed.) Fields Medallists Lectures, World Scientific 1997, p. 71ff